# Claude Vorilhon
Claude Vorilhon   (30 de setembre de 1946) (més conegut com Raël) és un periodista francès que va fundar i dirigir el Moviment Raëlià, una religió ufològica internacional.
Abans de convertir-se en líder religiós Raël, l'aleshores conegut com Claude Vorilhon va treballar com a periodista d'automòbils esportius i pilot de proves per a la seva revista d'automobilisme, Autopop.
Després d'una suposada trobada amb extraterrestres el desembre de 1973, va formar el Moviment Raëlià i va canviar el seu nom a Raël (que significa «missatger dels Elohim»). Posteriorment va publicar diversos llibres, que detallen la trobada amb un ésser anomenat Jahvè l'any 1973. Va viatjar pel món per promocionar els seus llibres durant més de 30 anys.

## Joventut
Vorilhon va néixer a Vichy, Allier (França). Es va criar a Ambert a casa de la seva àvia materna, que era atea. El seu pare era jueu i la seva mare una «devota atea». Va assistir a un internat catòlic a Le Puy-en-Velay i va causar un escàndol en participar en la comunió sense ser batejat. Els seus pares el van retirar de l'internat per posar-lo a l'escola d'Ambert. Més tard va defensar que els descendents hugonots haurien de rebre reparacions de l'Església.
Als 15 anys d'edat, Vorilhon va fugir de l'internat i va fer autostop fins a París, on va passar tres anys tocant música als carrers, a les cafeteries i cabarets. Es va reunir amb Lucien Morisse, el director d'un programa de ràdio nacional (a Europe 1), que buscava joves talents. Vorilhon va signar un contracte discogràfic i es va convertir en una estrella de pop adolescent en ascens a la ràdio. Va agafar una nova identitat, assumint el nom de «Claude Celler», i va llançar sis senzills, inclosa una cançó d'èxit menor, «Le miel et la cannelle» (La mel i la canyella). Vorilhon tenia una passió per les cançons del cantant belga Jacques Brel, i va intentar imitar el seu estil de cant. Estava estalviant els seus diners per comprar un automòbil esportiu, un somni que tenia des de petit, però les seves perspectives com a cantant es van acabar bruscament quan Morisse es va suïcidar el setembre de 1970.
Vorilhon va decidir treballar com a periodista esportiu per accedir al món de l'automobilisme. Va conèixer Marie-Paul Cristini, una infermera. Es van traslladar a Clermont-Ferrand, on Vorilhon va fundar la seva pròpia editorial. Va crear una revista d'automòbils esportius, Autopop, el primer número de la qual es va publicar el maig de 1971. Una de les tasques de la seva nova startup va ser la posició de provar nous automòbils, cosa que li va permetre entrar al món de l'automobilisme.

## Els missatges de Raël

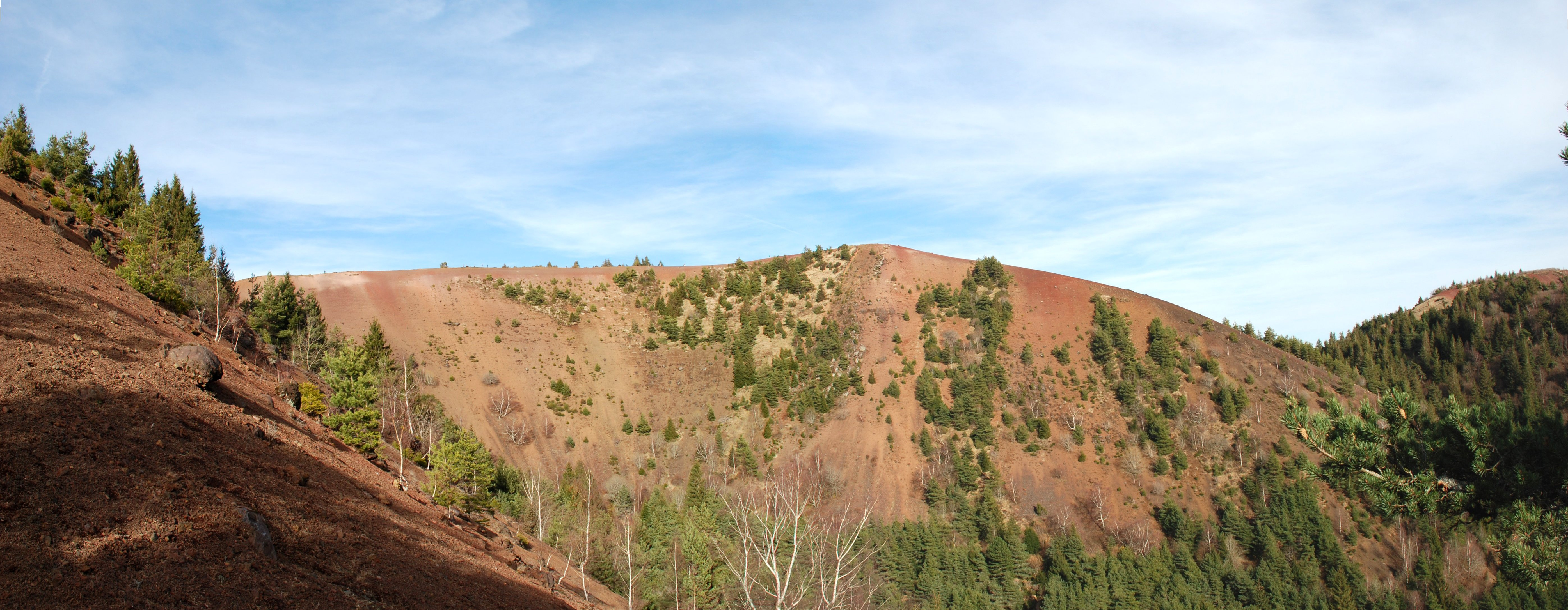
El cràter volcànic Puy de Lassolas, França

Segons el llibre Le Livre qui dit la vérité (El llibre que diu la veritat), Vorilhon va tenir una visita alienígena el 13 de desembre de 1973. En una zona aïllada dins del cràter volcànic Puy de Lassolas, un ésser extraterrestre va sortir d'una nau que havia baixat suaument del cel, i li va dir, en francès, que havia vingut amb l'únic propòsit de reunir-se amb ell. Raël va dir que aquest extraterrestre li va donar un missatge i li va dir que la seva missió era transmetre aquest missatge a la gent de la Terra.
El llibre afirma que científics humans avançats d'un altre planeta amb 25.000 anys d'avenços científics van crear tota la vida a la Terra mitjançant la manipulació de l'ADN. Aquests científics, va dir Raël, originalment es deien Elohim o «els que van venir del cel». Va escriure que uns 40 profetes de la història de la Terra van ser enviats pels Elohim, però els seus missatges van ser distorsionats pels humans, en gran part a causa de la diferència en el nivell de civilització entre la raça avançada i la primitiva de la Terra.
En Raël va dir que se li va donar la missió d'informar el món dels orígens de la humanitat en previsió del retorn d'aquests extraterrestres mitjançant la construcció d'una ambaixada residencial en territori neutral. Va afirmar que se li van explicar certs misteris a partir de noves interpretacions de textos sagrats com la Bíblia. Va dir que, el 7 d'octubre de 1975, va ser contactat per un dels Elohim, que el va portar a un altre planeta per conèixer Buda, Moisès, Jesús i Mahoma. Va afirmar que el seu segon llibre, Les extra-terrestres m'ont emmené sur leur planète (Els extraterrestres m'han endut al seu planeta), relata l'ensenyament que va rebre d'aquestes persones. En aquest llibre, Raël descriu éssers harmoniosos i pacífics lliures de diners, malalties i guerres.
L'any 1974, Raël va decidir abandonar la seva revista d'automobilisme, Autopop. Aquell setembre es va publicar el darrer número, el número 34. Aleshores, Raël es va dedicar a la tasca que, segons va dir, li havia donat el seu «pare biològic», un extraterrestre anomenat Jahvè. Poc després d'una primera conferència pública, Raël va fundar MADECH, un grup de persones interessades a ajudar-lo en la seva tasca, que més tard esdevingué el Moviment Raëlià Internacional.

## Matrimonis
Raël s'ha casat tres vegades.
La seva primera esposa va ser Marie-Paul Cristini. La socióloga Susan J. Palmer va dir que Cristini, una infermera, va diagnosticar que Raël estava clínicament deprimit després que va aparèixer a la seva porta l'any 1987, esgotat per les tasques que duia a terme dins del moviment.
Raël es va centrar a difondre el seu missatge al Japó a la dècada de 1980, i el 1987 va conèixer la Lisa Sunagawa. Sunagawa aviat va començar a acompanyar Raël durant els seus viatges a Lima, Miami, Brasil i Martinica. En el documental de televisió de Radio-Canadà de 1990 They're Coming!, Raël es veu amb quatre dones, mentre que Lisa, a càmera lenta, porta un tutú rosa i li agafa de la mà.
Raël es va separar de Sunagawa en algun moment entre 1990 i 1992. Per aquella època, Sophie de Niverville, la mare i la tia de la qual eren raëlianes, estava convençuda de l'autenticitat dels missatges. Sophie va rebre un bateig de Raël als 15 anys d'edat. Quan va cumplir 16, es va casar amb Raël a l'ajuntament de Mont-real. Durant una entrevista de desembre de 2001 amb Palmer, Sophie va parlar positivament de Raël, malgrat el seu divorci l'any anterior; van continuar vivint junts.

## Carrera professional en l'automobilisme
L'any 1994, els raëlians japonesos rics van llogar un cotxe de carreres i el van ensenyar a Raël. Ells creien que si ell participava, generaria publicitat per al moviment. Raël va acceptar l'oferta amb la condició que el finançament no provingués del delme dels membres o del finançament de l'ambaixada. El finançament de les curses de Raël, que van tenir lloc a la dècada del 1990 i principis de la dècada del 2000, provenia principalment de gent europea i japonesa ben finançada.
Els seus millors resultats van incloure «un 3r lloc en GT1 a Lime Rock amb el Mosler Raptor el 1997, i un 7è lloc a Watkins Glen amb un Viper GTS R en una cursa de la FIA GT de 1999». Raël va participar en la sèrie BFGoodrich Tires Trans-Am de 1999 i al campionat Speedvision GT de 2000. Segons Palmer, Raël va anunciar el novembre de 2001 que tenia la intenció de retirar-se de les curses d'automòbils professionals. Va dir que encara li agradava córrer en forma de videojocs.
| Ronda | Data               | Vehicle   | Pos. inicial | Pos. final | Voltes   | Fista                         | Font           |
| ----- | ------------------ | --------- | ------------ | ---------- | -------- | ----------------------------- | -------------- |
| Dos   | 23 de maig de 1999 | Chevrolet | 21è          | 19è        | 35 de 40 | Mosport International Raceway | Motorsport.com |

| Ronda | Data                 | Vehicle         | Pos. inicial | Pos. final | Voltes   | Pista                         | Font           |
| ----- | -------------------- | --------------- | ------------ | ---------- | -------- | ----------------------------- | -------------- |
| Una   | 1 d'abril de 2000    | Lotus Esprit    | 29è          | 32è        | 15 de 29 | Lowe's Motor Speedway         | Motorsport.com |
| Dos   | 21 de maig de 2000   | Lotus Esprit    | 31è          | 18è        | 27 de 27 | Mosport International Raceway | Motorsport.com |
| Tres  | 27 de maig de 2000   | Lotus Esprit    | 38è          |            |          | Lime Rock Park                | Motorsport.com |
| Vuit  | 15 d'octubre de 2000 | Porsche 911 GT3 | 32è          | 25è        | 25 de 26 | Laguna Seca Raceway           | Motorsport.com |
| Nou   | 29 d'octubre de 2000 | Porsche 911 GT3 | 25è          | 25è        | 29 de 30 | Las Vegas Motor Speedway      | Motorsport.com |

## Promotor de tecnologies
En Raël creu que la humanitat està passant lentament a una societat on els humans no hauran de treballar ni tenir feina. Això es deu al progrés tecnològic humà i perquè els humans «no estan fets per treballar». Ha afirmat que el treball és per a màquines, mentre que els humans estan fets per crear, pensar i enriquir-se.
Gran part de la defensa de Raël sobre la tecnologia futurista es descriu al seu llibre de 2001, Yes to Human Cloning (Sí a la clonació humana). Va donar suport a l'enginyeria genètica humana per tal d'evitar malalties hereditàries genèticament i reduir la càrrega econòmica de la societat. Va dir que no calia donar cap èmfasi distintiu a una raça o religió en particular. En una altra part del llibre, va afirmar que la nanotecnologia permetrà tenir una generació d'energia microdistributiva (essencialment una central elèctrica a cada casa), mobles semblants a pells que s'auto-netegen amb fibres semblants al cabell que es mouen per si soles, i robots biològics. Les nanoestructures controlen la biologia, de manera que Raël esperava que la carn i les amanides algun dia es cultivessin en una màquina mitjançant la construcció molecular.
Raël creia que els aliments modificats genèticament són l'única manera d'aturar la fam a tot el món, i va veure un futur on les qualitats dels diferents aliments es poden combinar mitjançant la modificació genètica directa. En el llibre de Raël, Les extra-terrestres m'ont emmené sur leur planète (Els extraterrestres m'han endut al seu planeta), (llibre número 2 del volum Disseny intel·ligent), va dir que l'animació de la vida vegetal era possible a través de la nanotecnologia i que se li van presentar flors modificades genèticament, que balancejaven i canviaven de colors amb la música, mentre en un altre planeta.

## Crítiques i controvèrsies

### Plagi
Al maig del 2021 molts ex-raëlians van acusar Vorilhon de plagi. Han comparat nombrosos passatges dels seus llibres amb els de l'autor Jean Sendy. Els conceptes raëlians com l'educació química, l'infinit, la geniocràcia i altres es troben als llibres de Sendy. Es diu que la major part del llibre de Raël Meditació sensual es va derivar del Mètode Silva de «Control mental», que suposadament li va ser ensenyat per l'exguia de nivell 5 del Moviment Raëlià canadenc, Jean-Denis Saint-Cyr.
En el seu llibre Raël, Voleur d'âmes: Biographie d'un menteur (Raël, lladre d'ànime: Biografia d'un mentor), Maryse Péloquin proporciona el resultat dels seus deu anys d'investigació sobre Vorilhon i el seu moviment, amb proves convincents per donar suport a la conclusió que Raël ha copiat conceptes, i sovint parafrasejava paràgrafs complets d'altres autors d'OVNI i astronautes antics de les dècades de 1950, 1960 i principis de la dècada del 1970, com ara Sendy, Brinsley Le Poer Trench i Robert Charroux. Al seu llibre, es mostra que el diàleg de la «trobada amb un extraterrestre» de Raël s'assembla molt al del «contacte» George Adamski, que va afirmar que va tenir una trobada el 13 de desembre de 1952.
Bona part de la filosofia raeliana també coincideix molt amb la d'Osho. El vestit blanc que porta Raël s'assembla molt al que se sap que va portar Osho.

### Aparicions als mitjans de comunicació
L'any 1992, Raël va aparèixer a Ciel mon Mardi, una tertúlia francesa conduïda pel periodista Christophe Dechavanne. Cap al final de l'espectacle, el liberalisme sexual de Raël va ser criticat per un sacerdot, un treballador social i un psicòleg. Un antic raëlià, Jean Parraga, creia que la seva esposa i els seus fills estaven presoners, i que Raël va intentar trencar la seva família. Parraga pensava que la seva esposa i els seus fills estaven sent tractats com a delinqüents en activitats com orgies i sacrificis que impliquen nens, al camp de la «Meditació Sensual». Parraga també tenia antecedents penals com a narcotraficant i lladre de cotxes, i l'agost de 1992 va intentar disparar en Raël.
Raëlians d'arreu del món van enviar cartes de protesta a la cadena de televisió de Dechevanne. Dechavanne va descriure això com una «incitació a la violència» i va demandar Raël. El jutge designat per al cas va decidir interrogar Raël. Raël va acceptar demanar als seus membres que deixin d'enviar cartes si l'emissora demanava disculpes públicament. Les dues parts van acordar abandonar la baralla.
L'any 2004, Raël va aparèixer a la primera emissió de la versió del Quebec de la tertúlia francesa Tout le monde en parle, conduïda per Guy A. Lepage. Durant aquesta compareixença, Raël va molestar els membres del panel amb les seves declaracions sobre democràcia i clonació. La situació va arribar al seu punt màxim quan el caricaturista Serge Chapleau va dir que Raël era una «farsa» i un «nerd», va ridiculitzar la seva roba i el va agafar per la nuca. Raël va sortir de l'escenari, seguit dels seus deixebles. Una companya convidada del programa, la membre del Parti Québécois de l'Assemblea Legislativa del Quebec, Pauline Marois, que després es va convertir en primera ministra del Quebec, va anomenar Raël «boig». El Moviment Raëlià va dir a Marois que demanès perdó; ella es va negar.
Un diari suís que anomenava «rat heads» (caps de rata) als raëlians va ser demandat per difamació. Es va presentar una altra demanda contra el periodista Stephane Baillargeon per haver escrit al diari de Montreal Le Devoir que els raëlians defensen els pedòfils i que alguns ex-raëlians afirmen que al «gourou» li agraden les noies molt joves. Després d'algunes negociacions, Le Devoir va publicar una carta de Raël condemnant l'acusació com a «difamació ignominiosa» i afirmant que el Moviment Raëlià havia «sempre condemnat la pedofília i promogut el respecte a les lleis que prohibeixen amb justícia les pràctiques que sempre són culpa d'individus desequilibrats».

### Aparicions als tribunals
El 1991, Raël va demandar per difamació el periodista francès Jean-Yves Cashga; Raël va perdre i va ser condemnat a pagar les despeses judicials. El tribunal continua sense cobrar. Enmig de problemes legals creixents a França, Raël va emigrar al Canadà.
En dues audiències separades, el 2 de setembre de 1994 als Tribunals Superiors de París i l'1 d'octubre de 1996 al Tribunal d'Apel·lació de París, els periodistes Jacques Cotta i Pascal Martin de Groupe Flammarion van ser declarats culpables d'atribuir declaracions racistes i cites distorsionades a Raël en el seu llibre Dans le secret des sectes (En el secret de les sectes). Se'ls va multar amb 10.000 FF en concepte de danys i 13.000 FF en despeses processals, se'ls va ordenar inserir adhesius en què es mencionen la sentència a les còpies encara no distribuïdes i suprimir-ne el passatge en les properes edicions, i se'ls va dir que se'ls multava amb 100 FF per cada còpia no-conforme.
El 26 de gener de 1994, en un procediment d'urgència pel Tribunal d'Apel·lació de Reims, Myriam Assan va ser acusada de difamació per afirmar en el seu llibre que «Raël va ser sovint condemnat per corrupció de menors». Assan va rebre una condemna provisional de 10.000 FF per danys i perjudicis i es va ordenar que retirés el llibre. Va ser condemnada a pagar una sanció de 300 FF per infracció i 5.000 FF en despeses processals i a publicar la sentència a Le Monde i Le Figaro.
El 13 de desembre de 1994, Gérard Chol, director de Le Maine Libre, va ser declarat culpable pel Tribunal Superior de Le Mans per difamació pública per al·legar que el moviment de Raël estava blanquejant diners procedents del narcotràfic, la prostitució, el tràfic d'armes i el venda de cintes de vídeo pornogràfiques. Chol va ser condemnat a pagar 1FF per danys i perjudicis i 3.000FF en despeses del procediment i a publicar la sentència penal a Le Maine Libre.
El 2003, Vorilhon va demandar al columnista d'Ottawa Denis Gratton i al diari Le Droit per 85.000$ en danys per difamació en una columna del 23 de gener de 2003; Raël va perdre i va ser condemnat a pagar les despeses judicials pel Tribunal Superior del Quebec el 21 de juny de 2006.

### Accions dels governs contra Raël

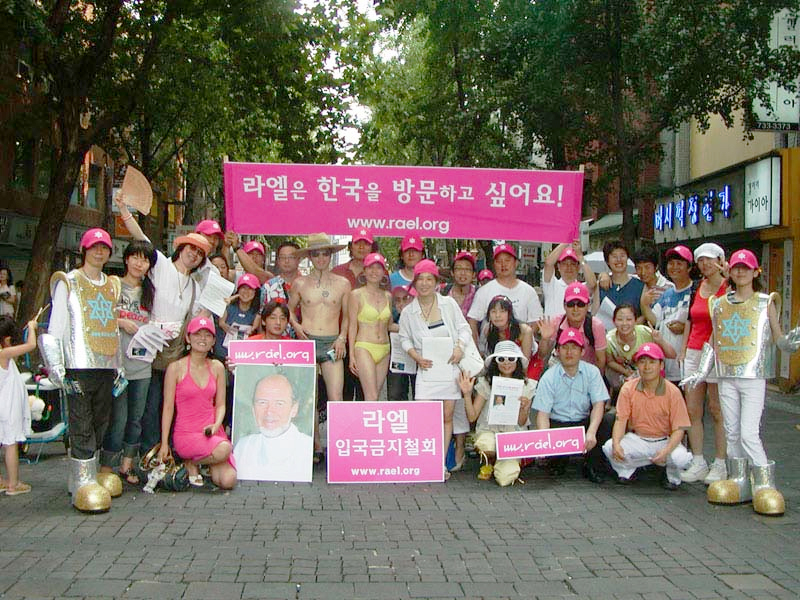
Una reunió pública de raëlians l'any 2006 al barri d'Insa-dong de Seül (Corea del Sud), en protesta per la prohibició de Claude Vorilhon de visitar Corea del Sud pel govern sud-coreà.

En resposta a l'associació de Raël amb Clonaid, les autoritats d'immigració de Corea del Sud a l'aeroport li van denegar l'entrada al seu país l'any 2003. Va continuar un seminari Raëlià previst, amb Raël fent algunes breus aparicions a la càmera de vídeo de «pantalla gran» a través d'Internet per als diversos centenars d'assistents. Raël va ordenar als raëlians sud-coreans que protestessin prop del Ministeri de Salut i Benestar que li va ordenar marxar.
El febrer de 2007, a Raël, que volia iniciar activitats comercials amb viticultors suïssos, se li va negar la residència al cantó suís del Valais, en part perquè es temia que estigués en perill els valors públics promovent la llibertat sexual i l'educació dels nens sobre com obtenir plaer sexual. També es va citar la seva associació amb l'afirmació de clonació humana de Clonaid; Suïssa va prohibir la clonació humana. En una breu declaració, Raël va dir que considerava una apel·lació a nivell europeu.

## Discografia
- 1966: «Sacrée sale gueule»[55]
- 1966: «Dans un verre de vin»[56]
- 1967: «Le Miel et la cannelle»[57]
- 1967: «Madam' Pipi»[58]
- 1967: «Monsieur, votre femme me trompe»[59]
- 1967: «Quand on se mariera»[60]

## Publicacions
- 1974: Le Livre qui dit la vérité.
- 1975: Les extra-terrestres m'ont emmené sur leur planète.
- 1978: La géniocratie.
- 1979: Accueillir les extra-terrestres.
- 1980: La méditation sensuelle.
- 1992: Le racisme religieux financé par le gouvernement socialiste.
- 1995: Vive le Québec libre!.
- 2001: Oui au clonage humain.
- 2003: Le Maitraya.
- 2006: Intelligent Design: Message from the Designers (compilació en anglès de textos entre 1974 i 1975, i llibres de 1979).